# Weiches Kammmoos
Das Weiche Kammmoos (Ctenidium molluscum), auch Straußenfedernmoos genannt, ist eine Art aus der Gattung der Kammmoose (Ctenidium). Früher war es unter dem Synonym Brachythecium velutinoides bekannt. Es wurde von den Mitgliedern der Bryologisch-lichenologischen Arbeitsgemeinschaft für Mitteleuropa e. V. (BLAM) zum Moos des Jahres 2017 gewählt.

## Beschreibung
Die Laubblätter des Weichen Kammmooses sind dicht und einfach gefiedert, dies führt zu einer charakteristischen Dreiecksform der einzelnen Wedel. Das Zellnetz der Blätter ist prosenchymatisch. Die Blattfarbe ist bei Feuchtigkeit kräftig grün, bei Trockenheit goldgrün bis goldbraun, das Moos bildet dichte Rasen. Die Stämmchenspitzen sind zumeist hakenförmig kurz nach unten gekrümmt. Die Blätter sind stark sichelförmig nach unten gebogen. Der Blattrand ist auf der ganzen Länge gesägt. Die Zellen sind papillös.

## Varietäten
Neben dem Haupttyp existieren als Varietät:
- Ctenidium molluscum var.  subplumiferum (Kindb.) Giac.

## Verbreitung
Die Art ist auf der ganzen Nordhemisphäre verbreitet. Sie ist kalkliebend und in Kalkgebirgen verbreitet, ansonsten eher selten. Sie wächst auf Erde wie auf Felsen, selten auch auf Rinde.